# Xylophanes olivacea
Xylophanes olivacea är en fjärilsart som beskrevs av Rothschild 1894. Xylophanes olivacea ingår i släktet Xylophanes och familjen svärmare. Inga underarter finns listade i Catalogue of Life.